# Hydroglyphus geminus
Hydroglyphus geminus är en skalbaggsart som först beskrevs av Fabricius 1792.  Hydroglyphus geminus ingår i släktet Hydroglyphus och familjen dykare. Arten är reproducerande i Sverige. Inga underarter finns listade i Catalogue of Life.

## Bildgalleri

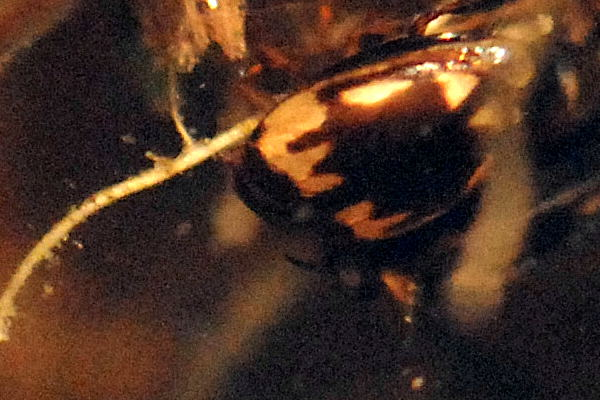